# Termux
Termuxは、AndroidデバイスでLinux環境を実行できるAndroid向けの自由かつオープンソースのターミナルエミュレータである。
TermuxはF-DroidやGitHubやGoogle Play（2024年9月現在はGoogle Playは非推奨）を通じて配布されており、アプリケーションのパッケージマネージャーを介してさまざまなソフトウェアをインストールできる。特徴としてはAndroidのアクセスの全権限を得るroot化をせずに、エミュレーターとしてアプリが使えること、多くのコマンドがLinuxと同じように使えること等が挙げられる。

## 概要
スウェーデン人プログラマーのFredrik FornwallがTermuxを開発、2015年に初版がリリースされた。
リリース当初の対応OS要件はAndroid 5.0以降だったが、2020年1月1日を以てAndroid 5.0/6.0対応が打ち切られ、Android 7.0以降対応に要件が引き上げられていたが、2022年よりAndroid 5と6の対応が復活した。
Google PlayでもTermuxが配布されているが、Googleが2020年11月2日以降、Google Playで配布するアプリに対応を義務付けているAPIレベル29（Android 10）をターゲットにTermuxをビルドすると、本来の動作が出来ないため、Google Playでの更新は打ち切られていたが、2024年6月7日よりGoogle Playでの配信が復活したものの、2024年9月現在は、Termuxの開発チームはF-DroidもしくはGitHubで配布されているapkファイルからのインストールを推奨している。